# Pterotrichina
Pterotrichina is een geslacht van spinnen uit de familie bodemjachtspinnen (Gnaphosidae).

## Soorten
De volgende soorten zijn bij het geslacht ingedeeld:
- Pterotrichina elegans Dalmas, 1921
- Pterotrichina nova Caporiacco, 1934